# Йохан VII фон Зайн-Витгенщайн
Йохан VII (VI) фон Зайн-Витгенщайн (на немски: Johann VII von Sayn-Wittgenstein; Johann VI zu Sayn; * 7 януари 1488; † 2 април 1551) е граф на Зайн-Витгенщайн и господар на Райхенщайн и Хомбург.
Той е най-малкият син на граф Еберхард фон Зайн-Витгенщайн († 1499) и съпругата му Маргарета фон Родемахерн († 1509), дъщеря на Герхард, господар на Родемахерн, Кроненберг, Нойербург († 1488), и графиня Магарета фон Насау-Вайлбург-Саарбрюкен († 1490).
Той умира на 2 април 1551 г. на 63 години.

## Фамилия
Йохан VII (VI) фон Зайн-Витгенщайн се жени между 1508 и 1512 г. за Агнес фон дер Езе фон Грамсберген († 1512), вдовица на Винценц фон Бюрен, капиатан на Лиеж († 25 май 1506), дъщеря на Фридрих ван дер Езе-Грамсберген, майор на Девентер († 1443), и Сведера ван Хаерен († сл. 1470). Бракът е бездетен.
Йохан фон Сайн-Витгенщайн се жени втори път на 29 септември 1534 г. за Маргарета фон Хенеберг-Шлойзинген (* 12 юни 1508; † 13/15 януари 1546 в Берлебург), дъщеря на граф Вилхелм IV (VI) фон Хенеберг-Шлойзинген и маркграфиня Анастасия фон Бранденбург. Те имат един мъртвороден син:
- Филип фон Зайн